# Leda Tenório da Motta
Leda Tenório da Motta é tradutora, crítica literária e professora universitária.
Além de uma respeitável produção como tradutora literária, em que se destacam obras de La Rochefoucauld, Stéphane Mallarmé, Charles Baudelaire e Francis Ponge, mas também de Nina Berberova, sua atividade tradutória abarca teóricos do porte de Éric Rohmer, Julia Kristeva e Jacques Derrida.
Como crítica, tem passagem pelos mais importantes cadernos de cultura brasileiros, como a Folha de S.Paulo e o O Estado de São Paulo.
Depois de passar pela UNESP como professora de literatura francesa, Tenório da Motta é, desde 1996, professora do Programa de Estudos Pós-Graduados em Comunicação e Semiótica da Pontifícia Universidade Católica de São Paulo e, desde sua criação, integra o Réseau International de Recherche Roland Barthes.

## Biografia e percurso intelectual
Tendo vivido em Paris nos anos 1970 e 1980, estudou com Roland Barthes, Gérard Genette e Julia Kristeva. Fez mestrado sobre Mallarmé, sob a orientação de Genette, e doutorado sobre Proust, sob a orientação de Kristeva. Nos anos que se seguiram, fez pós-doutorados sobre Ponge e Céline.
Traduziu, entre outros, as Máximas e Reflexões Morais de La Rochefoucauld, os Pequenos Poemas em Prosa de Baudelaire e Métodos de Francis Ponge.
Desde o fim dos anos 1990 e começo dos anos 2000, refletindo sua formação e engajamento estético, Tenório da Motta trabalha com os objetos das comunicações não apenas como fatos de linguagem mas realizando uma virada metacrítica voltada aos embates entre leitores textuais e contextuais da literatura e ao reconhecimento da pressão das ideias feitas sociológicas sobre as teorias formalistas. Nessa linha, lançou o volume Sobre crítica literária brasileira no último meio século (Imago, 1999) e Cem anos da Semana de Arte Moderna: O gabinete paulista e a conjuração das vanguardas, que, nas palavras de Augusto de Campos, é “pequeno grande livro” e "o único que interpreta o modernismo e suas consequências sob um viés prospectivo e não retroativo e retrocessivo".

## Anos recentes
Organizou a homenagem internacional Céu Acima. Para um tombeau de Haroldo de Campos (Perspectiva/FAPEPSP, 2005), por ocasião da morte do poeta, e escreveu o primeiro livro de fôlego inteiramente dedicado a Barthes, no Brasil, Roland Barthes. Uma biografia intelectual (Iluminuras/FAPESP, 2017). Recebeu o Prêmio Jabuti por Proust: a violência sutil do riso (Perspectiva/FAPESP, 2007). Trabalhando ainda com a revolução crítica dos Cahiers du Cinéma, dedica-se também à recensão das novas iconologias, de Godard a Didi-Huberman, passando por Barthes, e ao comentário das prevenções iconoclastas dos assim chamados estudos da catástrofe e representação.

## Artigos relacionados
- Roland Barthes
- Marcel Proust
- Jean-Luc Godard